# Lào Cai (provins)
Lao Cai (på vietnamesiska Lào Cai) är en provins i norra Vietnam vid gränsen till Kina. Provinsen består av stadsdistriktet Lao Cai (huvudstaden) och åtta landsbygdsdistrikt: Bac Ha, Bao Thang, Bao Yen, Bat Xat, Muong Khuong, Sa Pa, Si Ma Cai samt Van Ban.